# 1490 az irodalomban
Az 1490. év az irodalomban.

## Megjelent új művek
- 1490, Valencia – Nyomtatásban megjelenik Joanot Martorell katalán nyelvű  lovagregénye, a Tirant lo Blanch

## Születések
- október – Olaus Magnus (Olaf Stor) svéd egyházi személy, író; fő műve (megjelent 1555-ben): Historia de Gentibus Septentrionalibus (Az északi népek története) († 1557)
- 1490 (vagy 1495) körül – Juan Boscán spanyol nyelvű katalán költő, író († 1542)

## Halálozások
- 1490 – Gómez Manrique spanyol költő, drámaíró (* 1412 körül)
- 1490 körül – Laonikosz Khalkokondülész (latinul: Chalcocondyles) bizánci görög történetíró (* 1423)